# Saturnz Barz
«Saturnz Barz» és una cançó de la banda virtual de rock alternatiu Gorillaz, junt amb l'artista Popcaan. Fou llançada el 23 de març de 2017 com a primer senzill del cinquè àlbum de la banda, Humanz, però amb altres tres cançons més del disc. Representà el retorn de la banda des de «DoYaThing» de 2012. Fou produïda per Damon Albarn, líder musical de Gorillaz amb la col·laboració de Remi Kabaka i The Twilite Tone. Posteriorment fou remesclada per Banx & Ranx.
L'enregistrament es va realitzar a Jamaica amb Albarn, Kabaka i Anthony Khan (The Twilite Tone). La cançó conté un sample de la veu en off de Interactive Planetarium de Scientific Toys Limited.
El videoclip de la cançó, subtitulat "Spirit House", es va llançar el 27 de març de 2017 a YouTube. Van editar dues versions del videoclip amb la simple diferència que una inclou la característica de 360 graus que permet el portal. Segons el mateix Albarn, el videoclip va costar la producció d'uns 800.000 dòlars. En el videoclip es pot veure a la banda com entra a una casa abandonada que s'entén que és a la casa a la qual es traslladen a viure, i es poden veure diversos successos estranys que els passa als membres mentre inspeccionen el seu interior. La casa està basada en l'edifici 220 del carrer Hendrie Street de Detroit, mentre que el cotxe en el qual es mouen és un Cadillac 1961 descapotable amb la matrícula "Bass Tzar Run" i un anagrama "Saturnz Bars".

## Llista de cançons
Descàrrega digital
1. "Saturnz Barz" − 3:01